# 贝利齐
贝利齐（義大利語：Bellizzi），是意大利萨莱诺省的一个市镇。总面积7平方公里，人口13157人，人口密度1879.6人/平方公里（2009年）。ISTAT代码为065158。